# Aristotelia
Aristotelia es un género con 18 especies de plantas con flores perteneciente a la familia Elaeocarpaceae.

## Taxonomía
El género  fue descrito por Charles Louis L'Héritier de Brutelle y publicado en Stirpes Novae aut Minus Cognitae 31. 1785.
Etimología
Aristotelia: nombre genérico otorgado en honor del filósofo griego Aristóteles.

## Especies
- Aristotelia australasica
- Aristotelia fruticosa
- Aristotelia braithwaitei
- Aristotelia chilensis
- Aristotelia colensoi
- Aristotelia erecta
- Aristotelia peduncularis
- Aristotelia serrata